# Alexandru Borza
Alexandru Borza ( 1887, Alba Iulia-3 de septiembre de 1971, Cluj) fue un botánico rumano, monje católico griego-rumano y protopop honorario de Cluj.
Como parte de un grupo de profesores, médicos, soldados, etc., ayudó a formar el escultismo en Rumania.
En 1923, fundó el Jardín Botánico de Cluj-Napoca, que actualmente lleva su epónimo. Y el Parque nacional Retezat, el primer parque de Rumania, se fundó en 1935 a su iniciativa.
Antes de la Segunda Guerra Mundial, fue presidente de la Asociación General de Unidad Rumana (AGRU), una asociación griega-rumana católica. Por ello, fue arrestado en 1948, después de que los comunistas tomaran el poder en Rumanía.

## Algunas publicaciones
- Flora şi vegetaţia Văii Sebeşului, Editura Academiei, Bucharest 1959
- Nicolae Boscaiu: Introducere în studiul covorului vegetal, Ed. Academiei, Bucharest 1965
- Dicţionar etnobotanic, Editura Academiei, Bucharest 1968
- Amintirile turistice ale unui naturalist călător pe trei continente. Ed. Sport-Turism, Bucharest 1987

## Honores

### Premios y reconocimiento
- 1954, elegido presidente honorario del "Congreso Internacional de Botánica, París
- 1990, elegido a título póstumo en la Academia Rumana

### Epónimos
- (Asteraceae) Achillea borzana Prodan[1]